# Pelourinho de Longroiva
O Pelourinho de Longroiva está localizado na freguesia de Longroiva, município de Mêda, distrito da Guarda, Portugal.
Está classificado como Imóvel de Interesse Público desde 1967.